# Lombardei-Rundfahrt 2008
Die Lombardei-Rundfahrt 2008 war die 102. Austragung der Lombardei-Rundfahrt  und fand am 18. Oktober 2008 statt. Die Gesamtdistanz des Rennens betrug 242 Kilometer. Es siegte Damiano Cunego vor Janez Brajkovič und Rigoberto Urán.

## Teilnehmende Mannschaften
| Lampre Acqua & Sapone-Caffè Mokambo AG2R La Mondiale | Astana Team Barloworld Bouygues Télécom | Caisse d’Epargne Cofidis-Le Crédit par Téléphone CSF Group-Navigare | Euskaltel-Euskadi Française des Jeux Garmin-Chipotle | Liquigas Quick Step Rabobank | Saunier Duval-Scott Selle Italia-Serram. Diquigiovanni Silence-Lotto | Team Columbia Team CSC-Saxo Bank Team Milram | Team Tinkoff Credit Systems |

## Ergebnis
| Rang | Fahrer             | Land               | Team                         | Zeit       |
| ---- | ------------------ | ------------------ | ---------------------------- | ---------- |
| 1    | Damiano Cunego     | Italien            | Lampre                       | 5h 37' 04" |
| 2    | Janez Brajkovič    | Slowenien          | Astana                       | + 24"      |
| 3    | Rigoberto Urán     | Kolumbien          | Caisse d’Epargne             | gl. Zeit   |
| 4    | Giovanni Visconti  | Italien            | Quick Step                   | + 33"      |
| 5    | Karsten Kroon      | Niederlande        | Team CSC-Saxo Bank           | gl. Zeit   |
| 6    | Mauro Finetto      | Italien            | CSF Group-Navigare           | gl. Zeit   |
| 7    | Christopher Horner | Vereinigte Staaten | Astana                       | gl. Zeit   |
| 8    | Stefano Garzelli   | Italien            | Acqua & Sapone-Caffè Mokambo | gl. Zeit   |
| 9    | Morris Possoni     | Italien            | Team Columbia                | gl. Zeit   |
| 10   | Francesco Failli   | Italien            | Acqua & Sapone-Caffè Mokambo | gl. Zeit   |